# Puget Sound
Le Puget Sound (« détroit de Puget ») est un bras de mer des eaux côtières de l'Alaska du Sud-Est et de la Colombie-Britannique situé dans le Nord-Ouest de l'État de Washington.

## Géographie

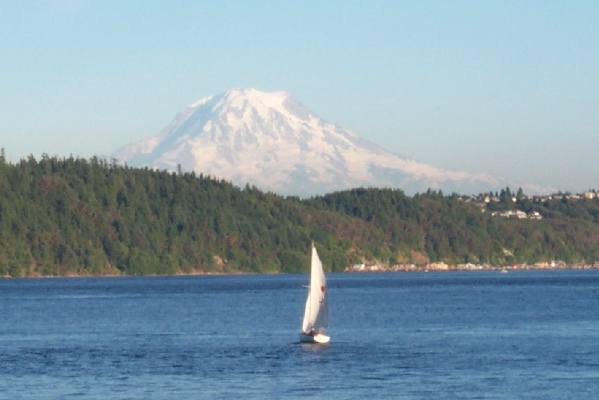
Le mont Rainier vu du Puget Sound.

Le Puget Sound constitue un prolongement du détroit de Juan de Fuca et sépare la péninsule Olympique à l'ouest du reste du continent américain à l'est. Le Puget Sound possède de nombreuses ramifications, comme le canal Hood ,qui forment plusieurs chenaux et baies entourant de nombreuses îles, ainsi que plusieurs péninsules, dont celle de Kitsap. L'aire métropolitaine de Seattle (regroupant les villes de Seattle, Tacoma, Everett et Bellevue) regroupe environ quatre millions d'habitants sur son littoral oriental, soit 60 % de la population de l'État de Washington.

## Faune
Le Puget Sound abrite le plus gros mollusque au monde consommé par l'homme, le panope, qui peut peser jusqu'à plus de huit kilogrammes. Le 29 juillet 2011, une méduse à crinière de lion, l’une des plus grandes méduses au monde, y a été découverte échouée sur une plage[réf. nécessaire].
Le refuge faunique national San Juan Islands se trouve au nord du Puget Sound.

## Histoire
Le nom amérindien en langue lushootseed est x̌ʷə́lč, anglicisé Whulge. Son nom actuel de « Puget Sound » lui a été donné par George Vancouver en l'honneur de Peter Puget, lieutenant de la Royal Navy, qui explora ses extrémités méridionales en mai 1792. Vancouver en prit possession au nom du Royaume-Uni le 4 juin 1792. Le Puget Sound fut intégré à l'Oregon Country et devint un territoire américain en 1846, quand fut signé le traité de l'Oregon.
Depuis la fin du XXe siècle, le chantier naval de Puget Sound s'occupe du démantèlement des navires à propulsion nucléaire de l'US Navy.

## Climat
Le Puget Sound est dans l'ombre pluviométrique des montagnes Olympiques ce qui limite les quantités de pluie du côté ouest de ce bras de mer dans ce climat océanique. Cependant, les vents d'ouest sont forcés de contourner les montagnes et se rejoignent dans la zone de Convergence de Puget Sound ,ce qui augmente les précipitations du côté est.

## Personnalités liées à la région
- Sally Jewell, secrétaire à l'Intérieur des États-Unis dans la deuxième administration Obama, a grandi dans la région du Puget Sound[3].
- William Edward Boeing, fondateur de la compagnie Boeing, est décédé à bord de son yacht, le Taconite, le 28 septembre 1956[4].